# Premio Berwick
Il Premio Berwick e il Premio Berwick Senior sono due premi della London Mathematical Society assegnati ad anni alterni in memoria di William Edward Hodgson Berwick, matematico britannico che fu vicepresidente della società. Berwich alla propria morte lasciò dei soldi alla LMS con lo scopo di creare due premi; i soldi furono consegnati dalla vedova del defunto alla società che istituì i due premi. Il primo Premio Berwick Senior fu consegnato nel 1946, e il primo Premio Berwick lo seguì nell'anno successivo. I premi sono consegnati per eccezionali contributi alla matematica pubblicati dalla società negli otto anni precedenti l'assegnazione.
Il Premio Berwick era conosciuto come Premio Berwick Junior fino al 1999, mentre nel 2001 assunse il nome corrente.

## Vincitori del Premio Berwick Senior
- 1946 Louis Mordell
- 1948 J H C Whitehead
- 1950 Kurt Mahler
- 1952 W V D Hodge
- 1954 Harold Davenport
- 1956 Edward Charles Titchmarsh
- 1958 Philip Hall
- 1960 John Edensor Littlewood
- 1962 Graham Higman
- 1964 W. K. Hayman
- 1966 F. F. Bonsall
- 1968 G. L. Watson
- 1970 Alfred Goldie
- 1972 Richard Rado
- 1974 Paul Cohn
- 1976 Albrecht Fröhlich
- 1978 Edward M. Wright
- 1980 Christopher Hooley
- 1982 John G Thompson
- 1984 James Alexander Green
- 1986 G. P. Scott
- 1988 David B A Epstein
- 1990 Nigel Hitchin
- 1992 J. Eells
- 1994 A. A. Ranicki
- 1996 Roger Heath-Brown
- 1998 E. B. Davies
- 2000 John Toland
- 2002 J C Rickard
- 2004 Boris Zilber
- 2006 Miles Reid
- 2008 Kevin Buzzard
- 2010 Dusa McDuff
- 2012 Ian Agol
- 2014 Daniel Freed, Michael J. Hopkins e Constantin Teleman
- 2016 Keisuke Hara e Masanori Hino
- 2018 Marc Levine

## Vincitori del Premio Berwick
- 1947 Arthur Geoffrey Walker
- 1949 Lionel Cooper
- 1951 D B Scott
- 1953 Douglas Northcott
- 1955 W K Hayman
- 1957 C A Rogers
- 1959 I M James
- 1961 Michael Atiyah
- 1963 John Frank Adams
- 1965 C T C Wall
- 1967 John Kingman

- 1969 Graham Robert Allan
- 1971 John Horton Conway
- 1973 D G Larman
- 1975 R G Haydon
- 1977 George Lusztig
- 1979 Bob Vaughan
- 1981 Roger Heath-Brown
- 1983 D H Hamilton
- 1985 C J Read
- 1987 P A Linnell
- 1989 G R Robinson

- 1991 W W Crawley-Boevey
- 1993 Trevor Wooley
- 1995 J P C Greenlees
- 1997 Dugald Macpherson
- 1999 D Burns
- 2001 Marcus du Sautoy
- 2003 T Bridgeland
- 2005 I G Gordon
- 2009 Joseph Chuang e Radha Kessar
- 2015 Pierre Emmanuel Caprace e Nicolas Monod
- 2017 Kevin Costello
- 2019 Clark Barwick